# Coronatae
Ordre
Les Coronatae sont un ordre des méduses (groupe de cnidaires).

## Liste des familles
| Selon World Register of Marine Species (22 novembre 2022) : ___ - famille Atollidae Hickson, 1906 — 1 genre - famille Atorellidae — 2 genres - famille Linuchidae — 2 genres - famille Nausithoidae Haeckel, 1880 — 3 genres - famille Paraphyllinidae — 1 genre - famille Periphyllidae — 4 genres | Selon ITIS (13 janvier 2015) : - famille Atollidae - famille Atorellidae - famille Collaspididae Haeckel, 1880 - famille Linuchidae - famille Nausithoidae - famille Paraphyllinidae - famille Periphyllidae |

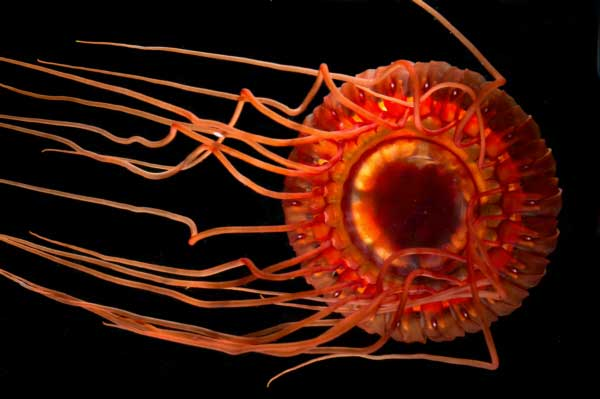
Atolla wyvillei
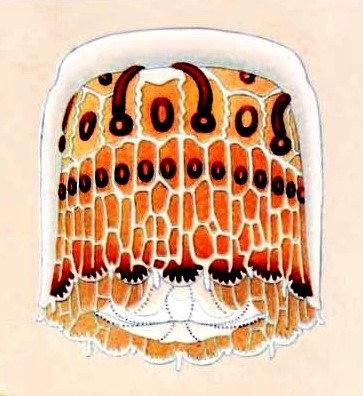
Linuche aquila
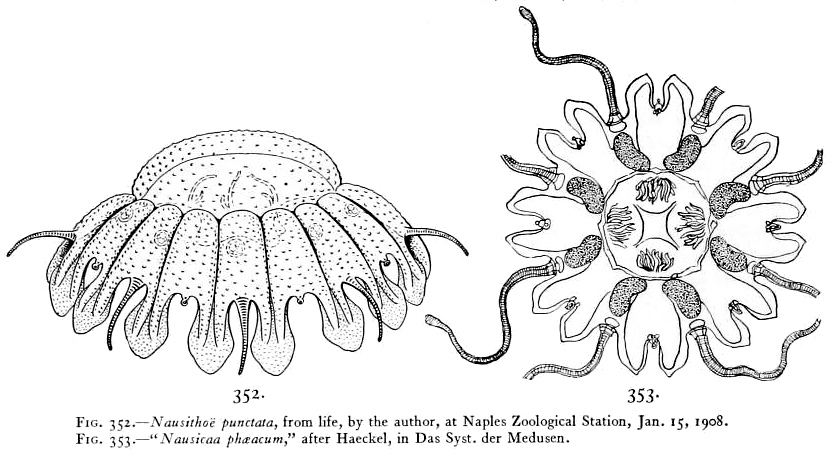
Nausithoe punctata
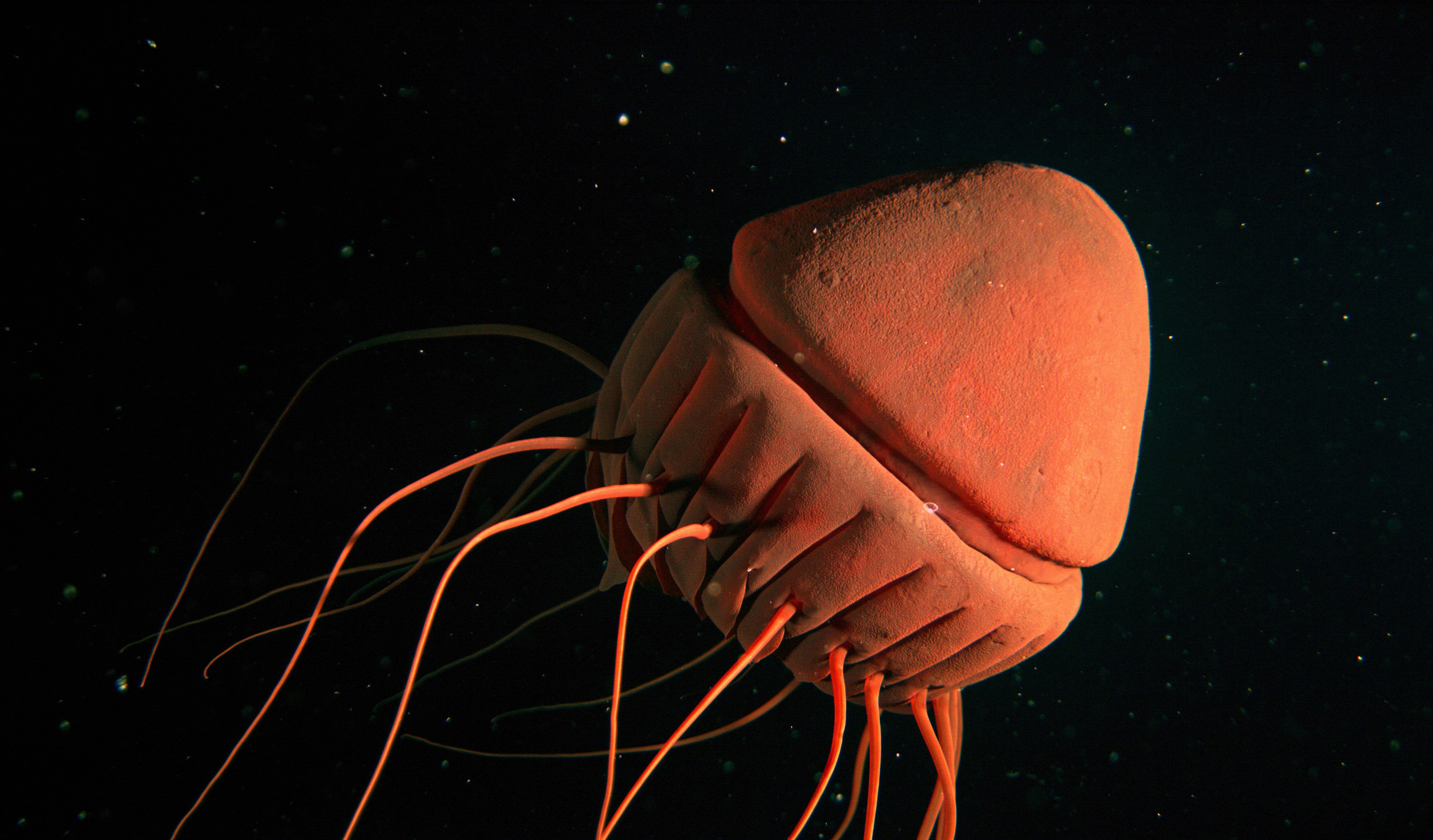
Periphyllopsis braueri
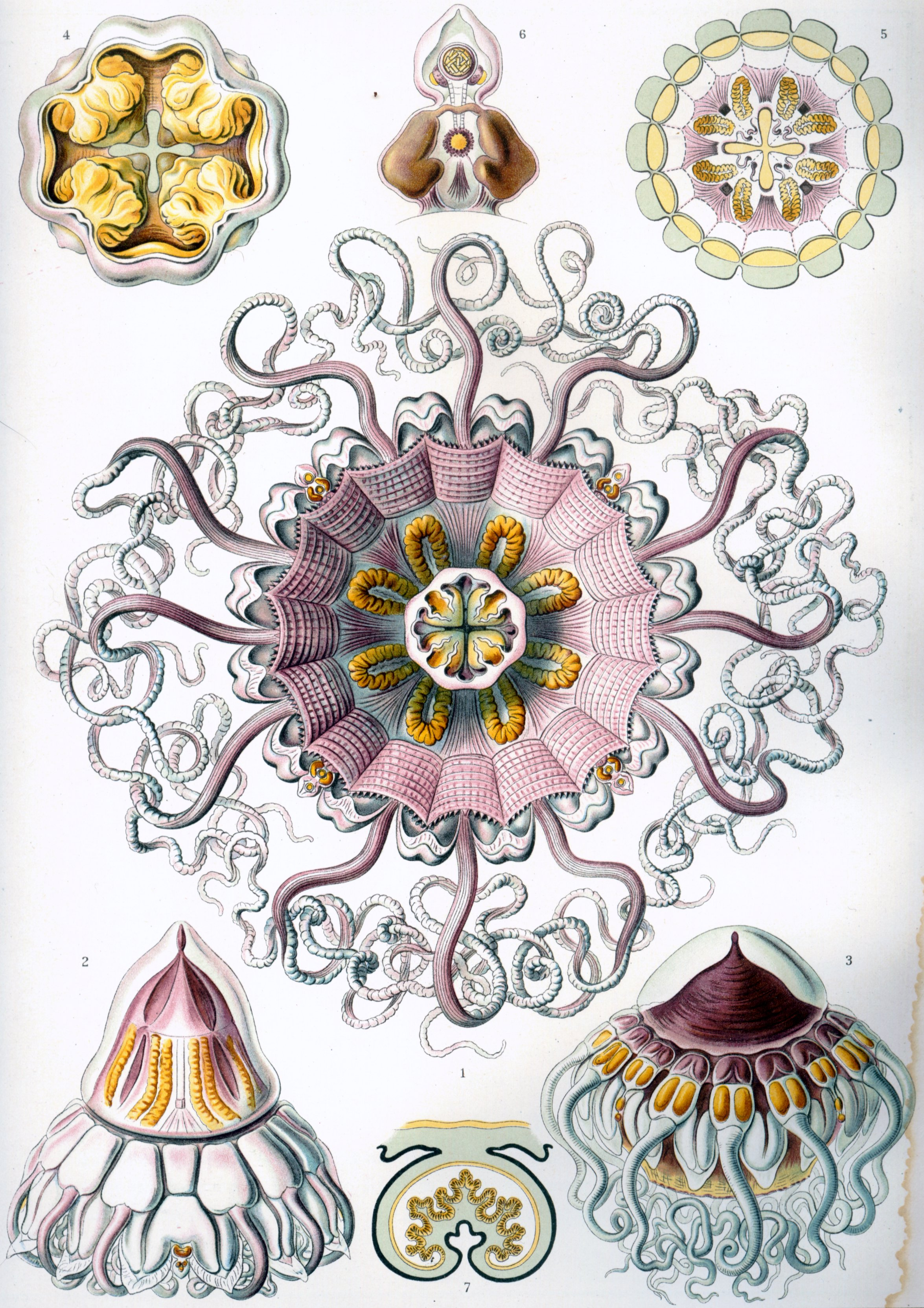
Periphylla periphylla